# 퍼플스크린

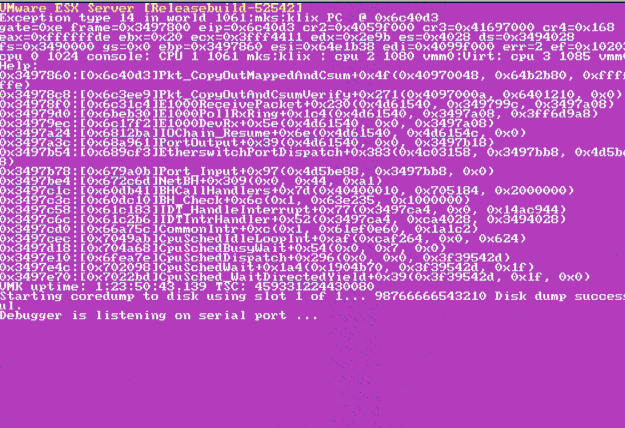
VMware ESX 3.0에서 나타난 퍼플스크린

퍼플스크린(영어: purple screen of death, PSOD)은 오류의 하나이다. Vm에서 주로 발생하는 것으로 알려져 있으며, 윈도우 비스타나 닌텐도 DS에서도 발생한다.

## Windows
Windows XP, Windows Server 2003, Windows Vista, Windows Server 2008, Windows 7, Windows 8, Windows 10, Windows 11에서도 퍼플스크린이 나타날 수 있다. 이는 WDDM 드라이버가 부분적으로 충돌하는 것과 DWM이 제대로 활성화되어 있지 않을 때 발생할 수 있다. 회색 톤으로 응답한 뒤에 대화 상자를 렌더링하는데 실패한 비디오 드라이버에 의해 발생되며 추가적인 오류가 없거나 컴퓨터를 다시 시작해야 하는 정도의 보통 화면이 아니다.

## Nintendo DS
닌텐도 DS의 픽토챗을 실행하는 동안에 게임 카드를 꺼내면 시스템이 충돌하여 퍼플스크린을 보여주는 현상이 발견되었다. 이 현상이 왜 일어나는지는 알 수 없지만, 시스템이 실행되는 동안 손상된 게임 카드를 꺼낼 때 일어날 가능성이 높다.

## 우분투
우분투 10.04부터 우분투의 실행 화면은 어두운 자주색이다. 몇몇 독점 드라이버를 사용했을 때 우분투 11.04에서는 완전히 자주색으로 나타난다. 만약 시작되지 않으면 “퍼플스크린”으로 간주한다.

## 같이 보기
- 블루스크린
- 레드스크린
- 블랙스크린
- 죽음의 화면